# Buccellato

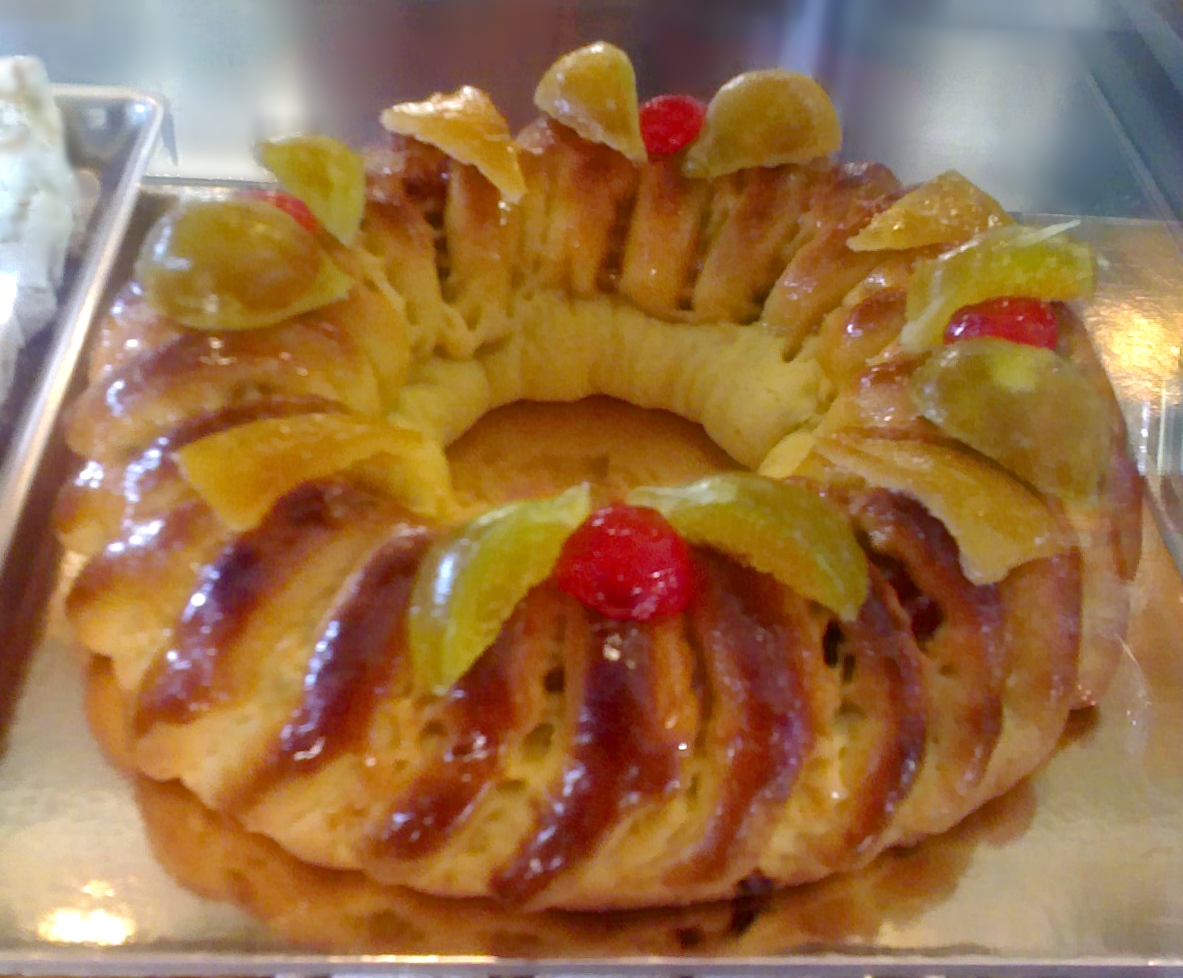
Buccellato

Buccellato ist ein typisches Gebäck der sizilianischen Küche. Der kranzförmige Kuchen wird traditionell zu Weihnachten zubereitet. 

## Zubereitung
Für den Teig werden Mehl, Butter, Zucker und etwas Marsala zu einer gleichmäßigen Masse verarbeitet.
Für die Füllung werden Trockenfrüchte wie zerkleinerte Feigen und Sultaninen, gehackte und geröstete Mandeln und Nüsse, Bitterschokolade, geriebene Zitronenschale und Zimt mit Marsala übergossen, erwärmt und ebenfalls zu einer gleichmäßigen Masse verarbeitet.
Anschließend wird der ausgerollte Teig mit der Füllung bestrichen, zusammengerollt, zu einem Ring geschlossen und eingekerbt.
Nach dem Backen wird der Kuchen mit Eigelb bestrichen, mit Pistazien bestreut und mit kandierten Früchten verziert. 